# 沃氏新淵杜父魚
沃氏新淵杜父魚（学名：Neocottus werestschagini）為輻鰭魚綱鮋形目杜父魚亞目淵杜父魚科的其中一種，為淡水魚類，分布於俄羅斯貝加爾湖流域，棲息深度877-1400公尺，體長可達9.8公分，棲息在沙泥底質底層水域，生活習性不明。